# Charles Richet
Charles Robert Richet (født 25. august 1850 i Paris, død 4. december 1935 sst.) var en fransk fysiolog som forskede indenfor forskellige emner såsom neurologi, fordøjelse, termoregulering i varmblodige dyr og åndedrættet. Han modtog Nobelprisen i fysiologi eller medicin i 1913.